# دوسولیا
دوسولیا (نام علمی: Doswellia) نام یک سرده از رده خزندگان است.